# Bamberg, Staatsbibliothek, Msc.Can.3
Die Handschrift Bamberg, Staatsbibliothek, Msc.Can.3 ist ein Kodex, der eine Abschrift der Collectio Dionysio-Hadriana enthält. Die Handschrift wurde im 10. Jahrhundert in Italien geschrieben und von Heinrich II. nach Bamberg gebracht, wo sie bis zur Säkularisierung Teil der dortigen Dombibliothek war. Heute wird sie als Teil der Kaiser-Heinrich-Bibliothek in der Staatsbibliothek Bamberg verwahrt.

## Beschreibung

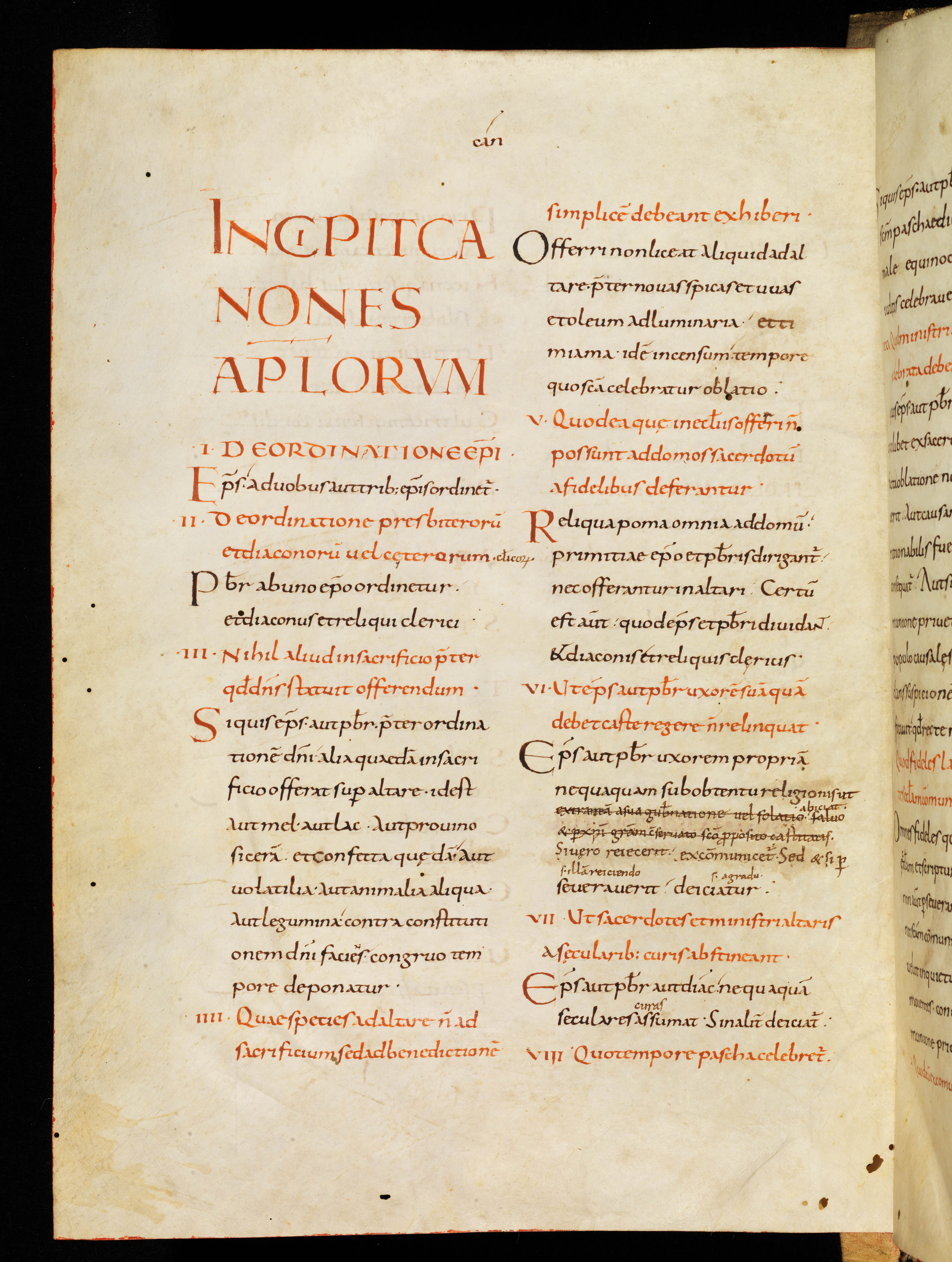
Bamberg, Staatsbibliothek, Msc.Can.3, fol. 2v: Beginn der Collectio Dionysio-Hadriana

Der Kodex misst 33,8 auf 24,7 cm und umfasst 240 Blatt Pergament, die mit je 44–45 Zeilen in meist zwei Spalten beschrieben sind (gelegentlich ist der Text auf drei oder vier Spalten verteilt). Die Ausstattung ist, abgesehen von Rubriken und gelegentlichen Auszeichnungsschriften, relativ einfach. Der Einband stammt wie bei den meisten erhaltenen Handschriften der Dombibliothek, von 1611.

## Herkunft
Der Kodex stammt wahrscheinlich aus dem heutigen Ostfrankreich und wurde im zweiten Viertel oder in der Mitte des 9. Jahrhunderts geschrieben. Es ist anzunehmen, dass er von Heinrich II. nach Bamberg gebracht wurde und im Kontext der Gründung des Bistums Bamberg in die dortige Dombibliothek gelangte.

## Inhalt
Msc.Can.5 ist eine von über 100 bekannten Abschriften der Collectio Dionysio-Hadriana, einer weit verbreiteten kanonischen Sammlung des Frühmittelalters.